# Andy Reid (Footballtrainer)
Andrew Walter Reid (* 19. März 1958 in Los Angeles, Kalifornien) ist ein US-amerikanischer American-Football-Trainer. Von 1999 bis 2012 trainierte er die Philadelphia Eagles in der National Football League (NFL). Seine größten Erfolge sind die Gewinne des Super Bowls LIV, Super Bowls LVII und Super Bowl LVIII mit den Kansas City Chiefs, welche er seit dem 5. Januar 2013 als Head Coach trainiert.

## Leben
Andy Reid wurde in Los Angeles, Kalifornien, geboren. Er absolvierte die John Marshall High School. In der Brigham Young University spielte er auf der Position des Offensive Guards und des Tackles. Nach Abschluss der Universität blieb er dort noch ein Jahr als Assistent des Cheftrainers LaVell Edwards.
Reid ist seit 1981 verheiratet und hat fünf Kinder. Am 1. November 2007 wurden zwei seiner Söhne wegen Drogenmissbrauchs verhaftet. Sein ältester Sohn starb im Sommer 2012 im Alter von 29 Jahren an einer Überdosis Heroin. Sein Sohn Britt arbeitet bei den Chiefs als Linebackers Coach.

## Football-Coach

### Anfang und Sprung in die NFL
Nach seiner Zeit an der Brigham Young University trainierte Reid neun Jahre lang die Offensive Line verschiedener Universitäten. 1992 schaffte er den Sprung in die NFL, als ihn die Green Bay Packers als Co-Trainer holten.

### Trainer der Philadelphia Eagles

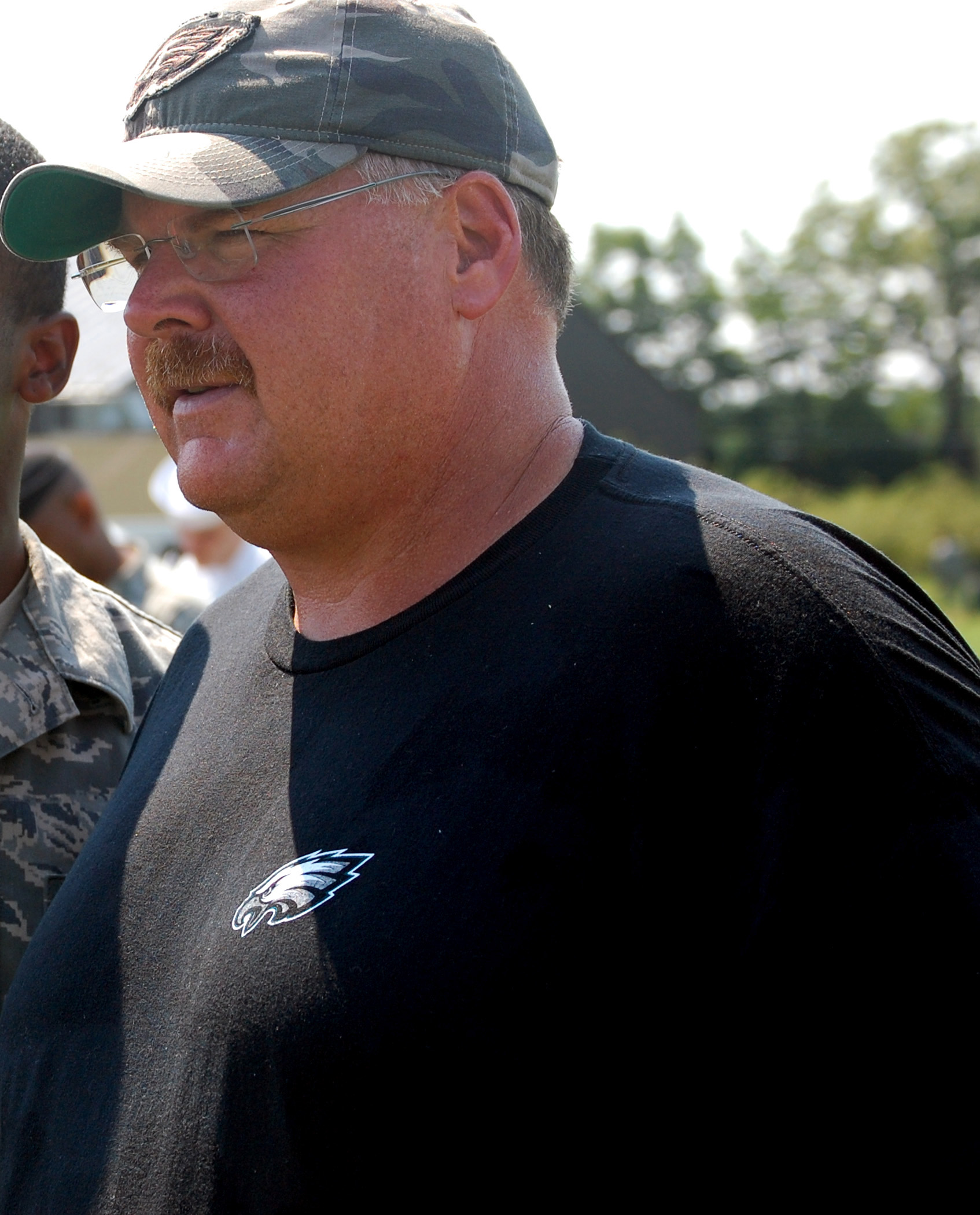
Reid bei den Eagles

Reid wechselte am 11. Januar 1999 als Head Coach zu den Philadelphia Eagles. Der Wechsel stand bei den kritischen Sportfans in Philadelphia in der Kritik, da bekanntere Namen für den Posten gehandelt wurden.
Die Saison 1999 schloss das Team mit fünf Siegen bei elf Niederlagen ab. Doch schon im Jahr 2000 erreichte er mit den Eagles die Play-offs mit einer Bilanz von 11:5. In den nächsten vier Jahren, 2001, 2002, 2003 und 2004, beendeten die Eagles die Saison als Meister der NFC East und qualifizierten sich für die Play-offs. 2004 schaffte er mit ihnen den Einzug in den Super Bowl XXXIX, scheiterte aber mit 21:24 an den New England Patriots. Zusätzlich wurde er 2002 zum NFL Coach of the Year gewählt.
Nicht mehr so gut lief es in der Saison 2005. Besonders die Probleme um und der folgende Abgang von Terrell Owens während der Saison trugen dazu bei, dass die Eagles mitten in der Saison einen unerwarteten Einbruch erlitten. Zusätzlich verletzte sich Quarterback Donovan McNabb. Die Eagles beendeten die Saison, mit einer Bilanz von 6:10, auf dem letzten Platz der NFC East. Eine wahre Achterbahnfahrt erlebte er mit den Eagles 2006. Nachdem die Play-offs schon als unerreichbar galten und sich zusätzlich Quarterback McNabb erneut verletzte, schien die Saison schon gelaufen. Reid gelang es jedoch mit Ersatz-Quarterback Jeff Garcia die Play-offs doch noch zu erreichen.
Nach einer schwachen Saison 2007 kamen die Eagles 2008 trotz einer eher schlechten Bilanz (9:6:1) erneut in die Play-offs. Nach zwei Siegen verloren sie allerdings im NFC Championship Game gegen die Arizona Cardinals. Dies war für Reid die vierte Niederlage im fünften Championship Game mit den Eagles. Auch in den folgenden beiden Jahren konnte Reid mit den Eagles die Playoffs erreichen, scheiterte aber jeweils in der Wild-Card-Runde. Nachdem in der Saison 2011 die Playoffs nur knapp verpasst wurden, verloren die Eagles 2012 zwölf Spiele bei nur vier Siegen und wurden letzte in der NFC East. Nach der Saison wurde Reid bei den Eagles entlassen.

### Trainer der Kansas City Chiefs
Am 4. Januar 2013 wurde Reid Head Coach bei den Kansas City Chiefs und trat dort die Nachfolge von Romeo Crennel an. Er unterschrieb dort einen Fünfjahresvertrag.
Reid startete mit den Chiefs, die in der Saison zuvor nur zwei Spiele gewannen, gut in die neue Saison und blieb die ersten neun Partien ungeschlagen. Kansas City beendete die Saison 2013 mit elf Siegen bei fünf Niederlagen und zog in die Play-offs ein. Im Wildcard Game trafen sie auf die Indianapolis Colts. Trotz Halbzeitführung gaben sie das Spiel aus der Hand und verloren knapp mit 44:45.
In der Saison 2015 brachte er die Chiefs erneut mit einer Bilanz von 11:5 in die Play-offs, in denen sie sich in der Divisional Round, nach einem Sieg gegen die Houston Texans im Wild Card Game (30:0), den New England Patriots (20:27) geschlagen geben musste.
In der Saison 2016 zog er mit Kansas City diesmal als Nummer 2 gesetztes Team in die Play-offs ein. Dort mussten sie sich, ohne dass sie einen Touchdown zugelassen haben, den Pittsburgh Steelers mit 16:18 geschlagen geben.
Zum dritten Mal in Folge konnte Andy Reid in der Saison 2017 mit den Kansas City Chiefs in die Play-offs einziehen, in denen sie sich zum dritten Mal im ersten Spiel der Postseason geschlagen geben mussten. Sie verloren knapp mit 21:22 gegen die Tennessee Titans. Nach dem Spiel musste er sich mehrere Vorwürfe gefallen lassen, in denen ihm schlechtes Time Management in Play-off-Spielen vorgeworfen wurde.
In der darauffolgenden Saison coachte er die Chiefs zum wiederholten Male in die Play-offs. Mit einer Bilanz von 12:4 zog er mit den Chiefs bis ins AFC Championship Game ein, in denen sie sich erst in der Overtime den New England Patriots mit 31:37 geschlagen geben mussten.
In der Saison 2019 zog Andy Reid mit Kansas City nach vorherigen Siegen über die Houston Texans (51:31) und die Tennessee Titans (35:24) in den Super Bowl (LIV) ein, den sie mit 31:20 gegen die San Francisco 49ers gewannen. Es war der zweite Super-Bowl-Sieg in der Geschichte der Chiefs. In der folgenden Saison schafften die Chiefs mit Reid erneut den Einzug in den Super Bowl, unterlagen im Super Bowl LV allerdings den Tampa Bay Buccaneers mit 9:31.
Die Saison 2021 endete für Andy Reid und seine Chiefs nach einer 24:27-Niederlage im AFC Championship Game gegen die Cincinnati Bengals.
In der Saison 2022 konnte Andy Reid mit den Kansas City Chiefs nach Siegen gegen die Jacksonville Jaguars (27:20) und Cincinnati Bengals (23:20) in den Super Bowl LVII einziehen, wobei Starting Quarterback Patrick Mahomes von einer Knöchelverletzung, die er sich im Spiel gegen die Jaguars zugezogen hatte, beeinträchtigt war. Dort setzten sich die Chiefs dank einem Zehn-Punkte-Comeback in der 2. Hälfte mit 38:35 gegen sein ehemaliges Team, die Philadelphia Eagles, durch, nachdem Kicker Harrison Butker acht Sekunden vor Ende das entscheidende Field Goal verwandelt hatte.